# Sabellastarte magnifica
Espèce
Synonymes
- Bispira melania (Schmarda, 1861) sensu Mullin, 1923[2]
- Sabella indica Savigny in Lamarck, 1818[2]
- Sabella lingua Krøyer, 1856[2]
- Sabella melania Schmarda, 1861[2]
- Sabella splendida Kinberg, 1866[2]
- Tubularia magnifica Shaw, 1800[2]

Sabellastarte magnifica est une espèce de vers marins polychètes de la famille des Sabellidae.

## Habitat et répartition
Cette espèce est présente dans les eaux des océans Atlantique et Pacifique, en milieu tropical, mais également en mer des Caraïbes, dans l'océan Indien et dans le golfe du Mexique.

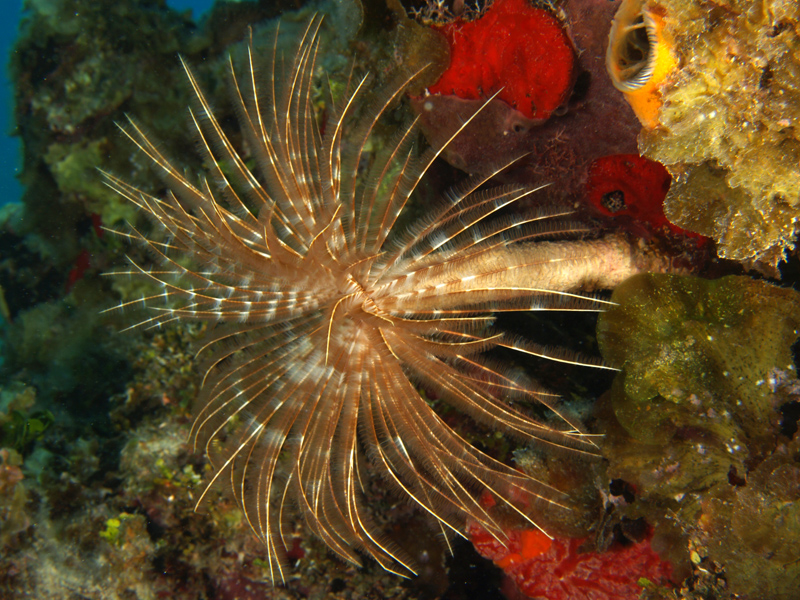
Sabellastarte magnifica